# Warpak
Warpak (nep. वार्पाक) – gaun wikas samiti w zachodniej części Nepalu w strefie Gandaki w dystrykcie Gorkha. Według nepalskiego spisu powszechnego z 2001 roku liczył on 451 gospodarstw domowych i 1986 mieszkańców (1067 kobiet i 919 mężczyzn).